# デビデビ
「デビデビ ~DEVIL&DEVIL~」は、三好雄己の漫画作品。週刊少年サンデーにて1997年41号より2000年40号まで掲載。

## あらすじ
ライバル関係にあった悪魔ソードと天使イオスは、101回目の決闘にて相打ち、致命傷を負い人間界へと落ちてしまう。生き延びるためソードは、巻き添えを食らった人間・天野双魔の体を借りる。しかし何の因果か、ソードの借りた人間は、同じくイオスが体を借りた人間・天野神無の双子の弟であり、しかも宿主となった彼らは憑依した2人とは対照的な性格だった。
不本意ながらも協力して元の体を取り戻そうとする二人の前に、次々と敵が現れる。

## 世界観・用語解説
魔界四元将（まかいよんげんしょう）
バジル・ホーネット・ガラム・ハーネス・ディールの4人からなる悪魔の組織。魔王サタンの側近中の側近で、それぞれ四大元素を司る能力を持つ。バラバラの欠片となった魔王サタンの魂を集めサタンを復活させるために人間界に現れ、人間の姿に化けて社会に潜り込んでいる。自分の体を得るためにサタンの魂を集めているソードを抹殺しようとしている。元々はサタンの魂の欠片から産まれており、全ての欠片が揃った時には消滅する運命にある。

## 登場人物
ソード
声 - 中井和哉（サンデーCM劇場）
本編の主人公の一人。下級悪魔で、イオスのライバル。
イオスとの101回目の果たし合いの最中、相討ちの末に人間界に落ちてしまい、傷ついた身体を捨てて人間の天野双魔に憑依した。暗黒魔闘術という上級悪魔ですらほとんど扱える者のいない格闘術の使い手である（現に作中ではソード以外にはシバや彼の師ジル・ハーブその孫のリルルしか暗黒魔闘術を扱っていない）。それ故に下級悪魔でありながら魔界で一目置かれる存在だったが、その反面孤立もしていた。彼が孤立していた原因には他にも理由があり、戦闘中に闘争心から暴走し、天使悪魔見境無く殺したため同族からさえ魔族として認められていない。そのため真実の書には彼の名前は載っていない。
性格は粗暴で短気で、一見すると悪魔らしい性格であるが、弱い相手を嬲る行為を嫌ったり、友のために命をかけたり、ときには人助けをしたりと根は優しく悪魔らしからぬ面も多く持つ。また、双魔や七海や多くの人間と触れ合うことで、他者を気遣う優しさを見せるようになり、特に七海に対しては「俺が守ってやるよ」と誓いを立てるほど特別に扱うようになった。
物語の初期は人間である双魔に取り憑いたため、人間の身体が魔力に耐えられないため魔力を行使できず、戦闘力が大幅に落ちていた。しかし物語が進むなかで悪魔の卵を手に入れ、さらに双魔が裏暗黒魔闘術を体得した事により身体が魔力に耐えられるようになったことで、着実に力を取り戻していき、最終的には元々の戦闘力を大幅に上回るまでになっていった。
イオス
声 - 千葉進歩（サンデーCM劇場）
本編のもう一人の主人公。上級天使で、ソードのライバル。
ソードとの果し合い中に人間界に落ち、肉体を捨てて神無に憑依している。天使として人間を守るため、利害の一致からソードと共闘しながら悪魔と戦っていく。その過程で天界から司令を受けるようになったが、しだいに天界のやり方に疑問を感じるようになる。
性格は真面目で礼儀正しく、誰に対しても敬語で話す。基本的に温厚で思慮深く、悪魔の力を借りて自身を殺そうとした同級生を許すなど、天使らしい慈悲深さを持っている。
虚弱な双魔に取り憑いたソードとは違い、自身が取り憑いた神無が喧嘩の強い不良だったため、人間相手であれば腕力と勢いだけで圧倒する力を持っていた。一方で、強力な悪魔や天使に対しては十分な戦闘力がなく、代わりに神無が天使の力を使って戦うことが多かったが、後にグレートサタンの助言によりルシフェルの力を受け継いで白と黒の翼を習得し、最終的にはソードと互角の力を手に入れる。
天野 双魔（あまの そうま）
神無の双子の弟。気弱な少年。
ソードが人間界に落ちてきた際に巻き込まれ、肉体を捨てたソードに憑依される。
しばらく肉体の主導権はソードが握っていたが、ソードが乱封によって封印されたことで、自身の人格が表出した。
元々は臆病ないじめられっ子だったが、ソードに憑依されたのちの行動や戦いを一緒に見ていた影響もあってしだいに強く成長し、自らの意志で戦いに身を投じるようになった。魂を武器化する裏暗黒魔闘術を体得するまでに至り、更には誇り高き悪魔の剣士フェンネルとの戦いにも勝利する。
「ド」の付くオカルトマニアであり、ソードの魂の影響で魔界の本を読む事が出来た時は悪魔に取り憑かれた事を感謝していた。元々は瓶底眼鏡をかけていたが、ソードが取り憑いた影響か視力が回復したため以降は眼鏡はかけなくなった。
天使と違い、悪魔の性質が人間とは大きく異なるため、神無とイオスのようにソードと任意に入れ替わることは出来ない（ソード封印用の眼鏡を掛けることで双魔が表に出ることはできるが、眼鏡のつけ外しは他者にしか出来ない）。
天野 神無（あまの かんな）
双魔の双子の兄。ロン毛のツッパリ少年。
イオスが人間界に落ちてきた際に巻き込まれ、肉体を捨てたイオスに憑依される。
しばらくは表に出ることは無かったが、イオスが悪魔との戦いで瀕死に陥った際に自身の人格が表出した。
中盤では神の策略により精神世界でイオスと決闘を行うこととなり、勝者が肉体の主導権を完全に得るという状況になってしまう。同時刻では双魔に危機が迫っており、「（勝ったとしても）天使の力を失った自分が助けに行っても意味はない」と述べ、イオスを助けに向かわせるため、自ら死を選んだ。のちにシェキルがイオスの想いを汲んで神無の魂を解放したことで復活、以降は共同で肉体を使うこととなった（人間の身体は天使に近いらしく任意に入れ替わりが可能で、基本的に入れ替わりの主導権は神無が握っている）。
元々は喧嘩に明け暮れる不良で、そのためか肝が据わっており凶悪な悪魔との命懸けの戦いでも動じない。学校をサボるためにイオスを強引に眠らせたり、風邪の辛さを味わいたくないという理由でイオスを表に出したりと、かなり自己中心的な面も目立つが、上述のように双魔を助けるために命を投げ出すなど弟思いな面もあり、またイオスが憑依する前にも不良にカツアゲされていた同級生を助けたことがあった。当初は全校生徒から恐れられる不良と思われていたが、実際には女子からかなりモテており、入れ替わりの事情を知らない生徒たちは、優等生なイオスとワイルドな神無の二面性を楽しんでいる様子。ちなみに、ハッキリ言って父親にも兄弟にも全く似ておらず、母親（作中に未登場）の血が濃いのかもしれない。
彼が天使の力を使うときは堕天使となり、翼が黒く染まる。
聖 七海（ひじり ななみ）
神無と双魔の幼馴染。ショートカットの活発な少女。
気弱な双魔の面倒をよく見ていた保護者のような存在でもある。
しばらくは双魔たちの事情を知らず、突然人格が代わったことも記憶喪失だと思っていたが、ソードの戦いを目の当たりにしたことで悪魔と天使の存在を知る。ソードを知った当初は彼を拒絶していたが、自身や双魔が今まで助けてもらっていたことを知り、また彼の悪魔らしからぬ優しさに触れたことで受け入れるようになった。それに伴い、ソードに対しては恋慕に近い感情を寄せるようになり、他の女性が接近した際には激昂する場面が増えた。
悪魔に立ち向かう勇気と行動力を持ち、物語の途中で悪魔と闘うための力を持つが、後にソードによって破壊される。しかし最後には、ソードとイオスの真剣勝負を怒声一発で止めさせるなど、人間としての強さを発揮した。最終的に最強の存在になったと言える二人が唯一頭が上がらない人物として描かれた。
天野家の父
神無と双魔の父親。気弱な男性。
息子たちが取り憑かれたことは知らず、突然人格が代わったことに戸惑う。息子たち（特に神無や、双魔に憑依したソード）に頭があがらず、ことあるごとに涙を流す貧弱な人物だが、子供に対する愛情は強く（悪魔との戦いなどが原因で）長期不在から帰ってきたときは号泣して迎える。
戦いについては最後まで蚊帳の外だったが、ソード（双魔）とイオス（神無）が最後の決戦に向かう際には理由はあえて聞かないと告げて送り出すなど、何か気づいていた可能性が示唆されている。ソードは当初彼を邪険に扱っていたが、最終的には親父と呼んで気遣う言動を見せており、憎からず思っていた様子。
妻（神無と双魔の母親）は作中で登場しておらず、存命かどうかも明かされていない。
コウモリネコ（ナナ）
コウモリ様の羽が生えたネコの悪魔。メス。
召喚術でソードたちの前に初めて現れた。人の背中に張りついた状態で翼を出し、共に飛行することが可能。また、ソードに張りついた場合は（人間の身体が耐えられない）彼の魔力を代わりに放出することもでき、序盤におけるソードの数少ない攻撃手段として数えられていた。
実は当初からシバの使い魔として行動しており、途中から天野家に潜入して「ナナ」という名前で飼われている。人型に変化することも可能。刺客としてソードの悪魔の卵を狙っていたが、なんだかんだで彼と共闘し共に行動をする関係になった。
詰めが甘いが、腹黒くてしたたかな性格。一方で、シバが双魔を殺そうとした際には涙ながらに静止するなど、情に厚い面も見せる。
シバとの別れ際に「お前は悪魔失格だ」と部下を解任させられ、ソードの力になるように背中を押された。
薬味 みずの（やくみ みずの）
悪魔祓い（エクソシスト）の少女。
幼少期からエクソシストとして修練を積んでおり、師事していた神父が悪魔に取り憑かれ、自身も取り憑かれそうになったため神父もろとも悪魔を祓ったことが精神的なトラウマとなっている。登場当初はエクソシストとしてソードの命を狙っていたが、自身が悪魔に襲われた際に彼に助けてもらったことで認識を改める。その後はソードに悪魔の卵の存在を教えたり、彼をサポートするようになる。しだいにソードに対する好意を自覚するようになり、ガーベラが彼に接近した際には嫉妬心に駆られ、七海の要請で彼を封印する眼鏡を作った。
清楚な美人で、またかなりの巨乳ではあるが本人はそれをコンプレックスとしている。双魔たちが通う高校でオカルト研究部をしている兄がいる。
物語中盤から完全に戦力外となったが、終盤にて再登場した際は秘伝の武装アイテムによって高い戦闘能力を発揮した。
ガーベラ
シバの部下である処刑悪魔。ポニーテールにした長髪と巨乳が特徴的な女悪魔。並の魔力ならば無効化できるアンチ・マジックの使い手。また妖艶な雰囲気で色仕掛けも得意とする。当初はソード抹殺を命じられ「アンチ・マジック」によって有利に戦いを進め一方的に追い詰めるが、本気を出したソードの「暗黒魔闘術」は無力化できず敗北を喫する。敗北後にシバからの指令がソードたちの監視、護衛に変わったため、偽名を名乗り双魔たちの通う六芒高校に転校生として潜入している。以降は完全に味方としてソードたちに協力し、彼の奇行のツッコミ役に回る。最終決戦にも駆けつけ神の配下の大天使たちと互角に渡り合う活躍を見せた。
初登場時は敵ということもあり「怖い女」という面が強かったが、味方になった後はソードの世話を焼くお姉さん的なキャラとなった。
また初登場時はソードに近づくために混浴風呂で裸体を晒したり、ソードとの共闘では上着を脱がされてブラを剥ぎ取られるなどお色気要員になっていた。
シェキル・アーリア
大天使。イオスの部下。
天界の司令をイオスに伝える役目で初登場した。上官であるイオスを強く慕っており、イオスと神無の精神世界での決闘後にイオスの意志を汲んで、天界の命令に背いて神無の魂を解放したことから、人間界に追放されてしまった。紆余曲折経て、2人してみずのの元に居候することになり、後にガーベラと共にハーフの転校生として六芒高校に潜入する。一度、処罰覚悟で天界に戻るが、再登場した際には洗脳処置を受けておりイオスと戦う。自身の意志は残っていたためイオスに斬られることで止められた。辛うじて命を拾い意識不明の集中治療状態となったが、乱封の妹・かえでと魂を一体化した姿で最終決戦に駆け付けた。
互いの出自の関係上、ガーベラとは犬猿の仲。また、イオスの現状を作り出したソードのことも好いておらず、勝手に入れ替わってしまう神無のことも嫌悪している模様。
シバ・ガーランド
上級悪魔。ソードの数少ない友であり彼に暗黒魔闘術を教えた師でもある。元々はヴィシュヌとともに双子として魔界で生を受け、ソウル・ガーディアンに拾われた過去を持つ。その後、サタンの配下となりソウル・ガーディアンを去った。サタンとは主従を越えた友であったが、サタンは「サタンの影」に乗っ取られ豹変。シバを辺境へと飛ばし、後に悪魔の卵回収を命じ、裏切れないように「死の刻印」を刻んだ。事実を知らないシバはソードと戦うしかなくなり彼と死闘を演じ、その戦いの中でサタンを倒せる可能性をソードに見出す。戦いのさなか、サタンの謀略によって2人まとめて始末されそうになるがシバが犠牲になることでソードたちを逃がし、サタンを倒す可能性を信じて我が身を犠牲にした。その魂はソウル・ガーディアンへと戻り、サタンの影との最終決戦ではソードと双魔の復活に一役買った。
乱封（らんふう）
魔将傘と言う封魔が宿る傘を持つ悪魔祓い師。悪魔に襲われ、意識不明で入院中の妹・かえでがいる。
鬼門楽天（きもん らくてん）
六芒高校を含めた近隣の学校を統合した『神聖鳳凰学園』の校長。面白けりゃそれでいいと豪語する胡散臭い人物で悪魔と人間の細胞を掛け合わせた人造兵器を作っている。
シャロ・リーク・サタン
魔王サタンの娘で魔界のプリンセス。自称ソードの婚約者。ソードに拒否されているがめげずに迫り続け、夜這いを仕掛けたこともある。
クミン・ダージル
シャロのお目付役兼護衛の悪魔。次元刀シュルトを持つ。美しいモノが好き。
ヴィシュヌ・ガーランド
ソウル・ガーディアンの守護者。シバの弟で、外見は彼に酷似している。そのため、ソードやガーベラは最初シバ本人と勘違いした。
当初はソードたちに良い感情を持たなかったが次第に仲間として認めていく。
暗黒魔闘術は持たないためかシバと比べると戦闘力は落ちる。
大サタン（グレートサタン）
魔王サタンの父であり、シャロの祖父。かつて天界から魔界に堕ちた大天使。
魔王サタン
魔界を統べる大悪魔。大サタンの息子でありシャロの父親である。元々は良心的で王に相応しい人格と器を兼ね備えた青年だったが、ある日突然豹変し暴君と化してしまった。
神
天界を統べる男。常にローブで素顔を隠しており神々しさより禍々しさを醸し出しており、配下の天使たちに命じてソードたちの妨害を行わせる。物語の当初から存在が語られており、終盤ではサタンに代わる黒幕としてソードたちと敵対する。実はサタンと同様に「サタンの影」によって肉体を奪われてしまっており、ローブの中はサタンの姿になっている。
サタンの影
サタンの精神の内に潜んでいた存在。本作における最終的な黒幕にして最後の敵。その正体は、サタンの双子の兄弟。本来なら双子として生まれるはずだったが肉体を持たなかったためサタンの肉体に憑依する形で生まれた。文字通りサタンの影として長い刻を過ごしてきたため精神は歪み、天界も魔界も人間界も全てを滅ぼすことを考えるようになってしまった。手始めにサタンの肉体を奪い、後に天界の「神」の肉体まで奪いとる。サタンの肉体は用済みとなったため配下の天使たちに命じて抹殺した。最終的には巨大な悪魔となって現世に降臨しソードを容易く滅ぼすが、シバの助力によって復活したソードの「真・魔王拳」によって完全粉砕され消滅した。

## 既刊一覧
1巻 1998年2月18日発売 ISBN 978-4-0912-5351-4
2巻 1998年5月18日発売 ISBN 978-4-0912-5352-1
3巻 1998年8月8日発売 ISBN 978-4-0912-5353-8
4巻 1998年10月17日発売 ISBN 978-4-0912-5354-5
5巻 1998年12月10日発売 ISBN 978-4-0912-5355-2
6巻 1999年2月18日発売 ISBN 978-4-0912-5356-9
7巻 1999年4月17日発売 ISBN 978-4-0912-5357-6
8巻 1999年7月17日発売 ISBN 978-4-0912-5358-3
9巻 1999年9月18日発売 ISBN 978-4-0912-5359-0
10巻 1999年12月10日発売 ISBN 978-4-0912-5360-6
11巻 2000年3月18日発売 ISBN 978-4-0912-5691-1
12巻 2000年5月18日発売 ISBN 978-4-0912-5692-8
13巻 2000年7月18日発売 ISBN 978-4-0912-5693-5
14巻 2000年9月18日発売 ISBN 978-4-0912-5694-2
15巻 2000年11月18日発売 ISBN 978-4-0912-5695-9